# Octococcus salsolicola
Octococcus salsolicola är en insektsart som först beskrevs av Hermann Priesner och Hosny 1935.  Octococcus salsolicola ingår i släktet Octococcus och familjen ullsköldlöss.
Artens utbredningsområde är Egypten. Inga underarter finns listade i Catalogue of Life.